# Czartoryski

Stemma della famiglia Czartoryski

La famiglia Czartoryski è una delle più importanti famiglie nobili di origine polacco-lituana, appartenenti alla Szlachta. Si segnalò tra le più influenti tra quelle che sostennero la Confederazione Polacco-Lituana nel XVIII secolo.

## Storia

### Origini

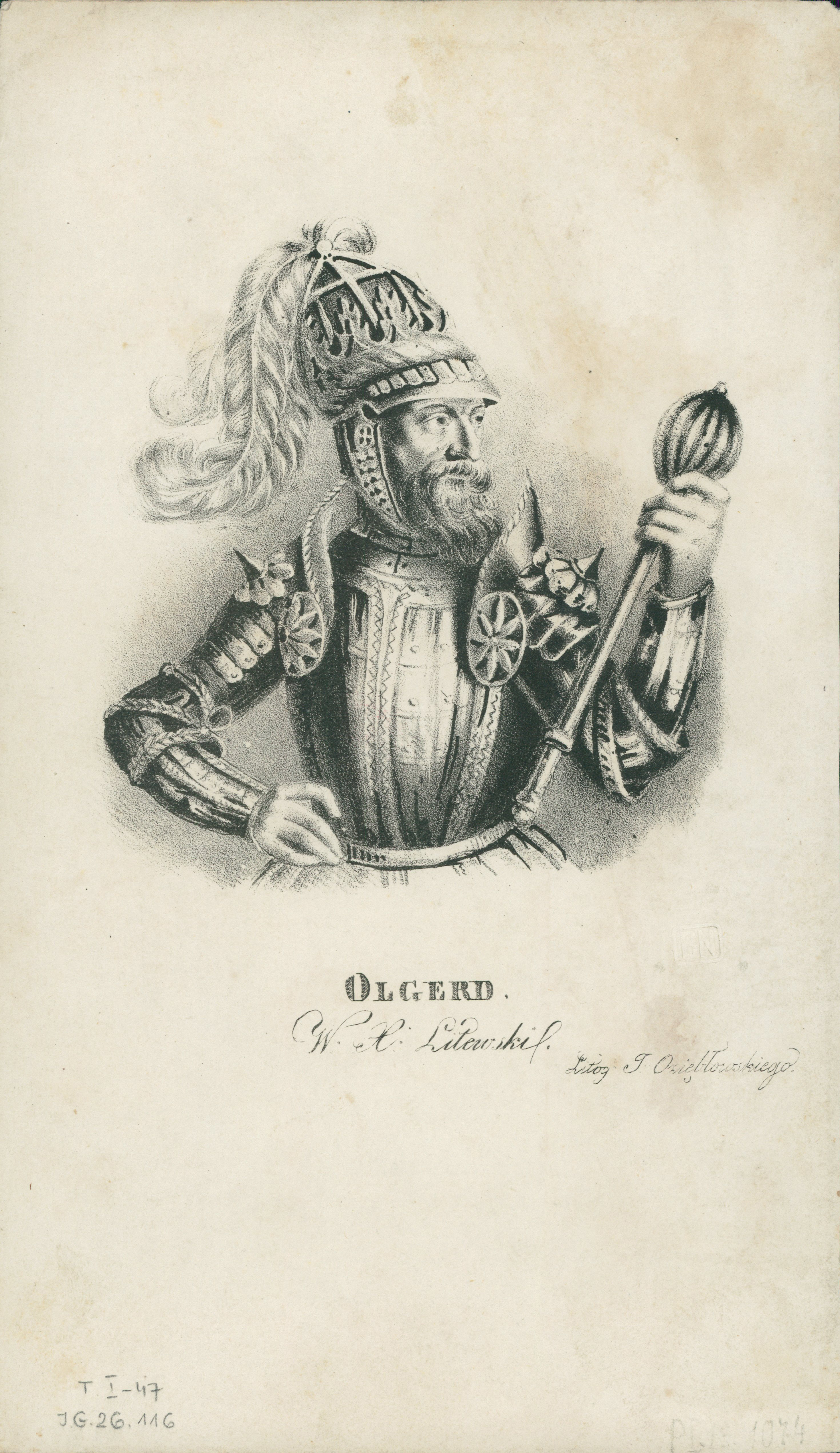
Algirdas, padre del capostipite della famiglia, in una stampa ottocentesca

I Czartoryski discendevano direttamente dalla famiglia Granducale lituana. I loro antenati discendevano infatti da uno dei figli del granduca Algirdas, conosciuto col nome di Costantino dopo il suo battesimo cristiano, che divenne principe Czartoryski, nella Volinia. Suo figlio Vasili Konstantinovič è a tutti gli effetti considerato il progenitore della famiglia Czartoryski.

### XVIII secolo

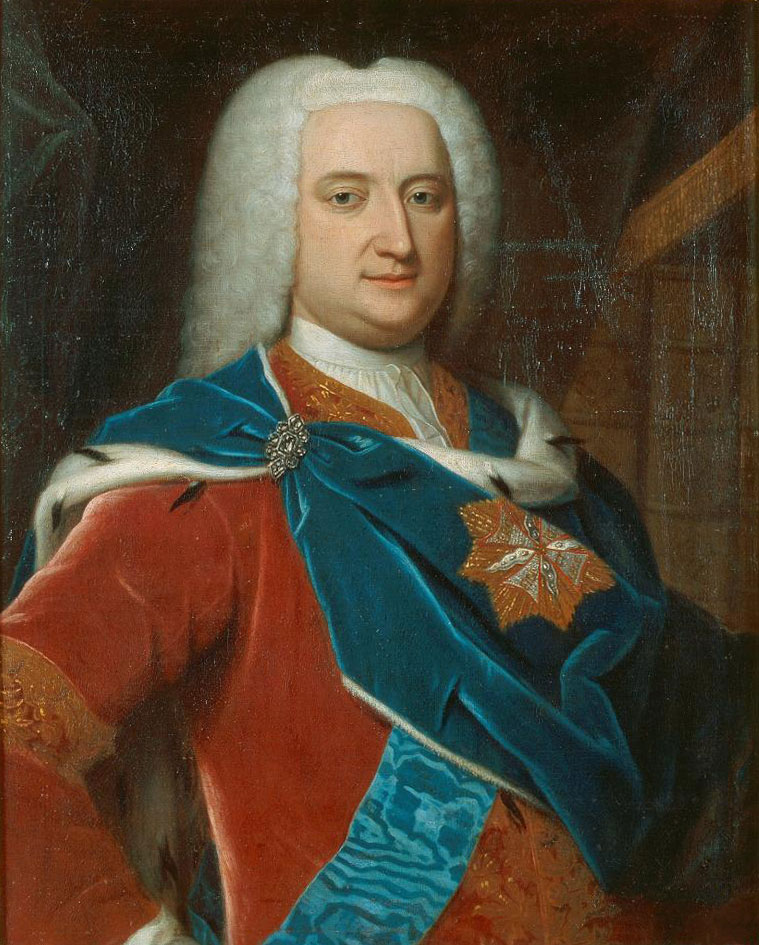
Un ritratto di Kazimierz Czartoryski conservato nel Museo Czartoryski

Tra i suoi discendenti si ricorda il principe Kazimierz Czartoryski (1674-1741), duca di Klewan e Zukow, castellano di Wilnow, che fece valere i propri diritti sulla corona lituana nel corso del XVIII secolo. Uomo intelligente e finemente educato, sposò Isabella Morsztyn, figlia del Gran Tesoriere di Polonia. 

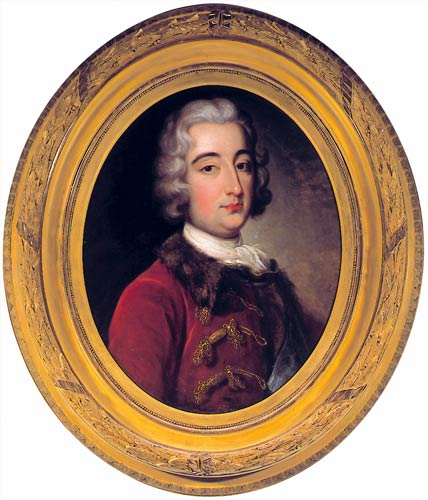
August Aleksander Czartoryski

La famiglia acquisì gran parte della propria potenza sotto i fratelli di Kazimierz, Michał Fryderyk e August Aleksander nell'ambito della Confederazione Polacco-Lituana nel corso del XVIII secolo, durante i regni dei monarchi Augusto II e Stanislao Leszczyński. 

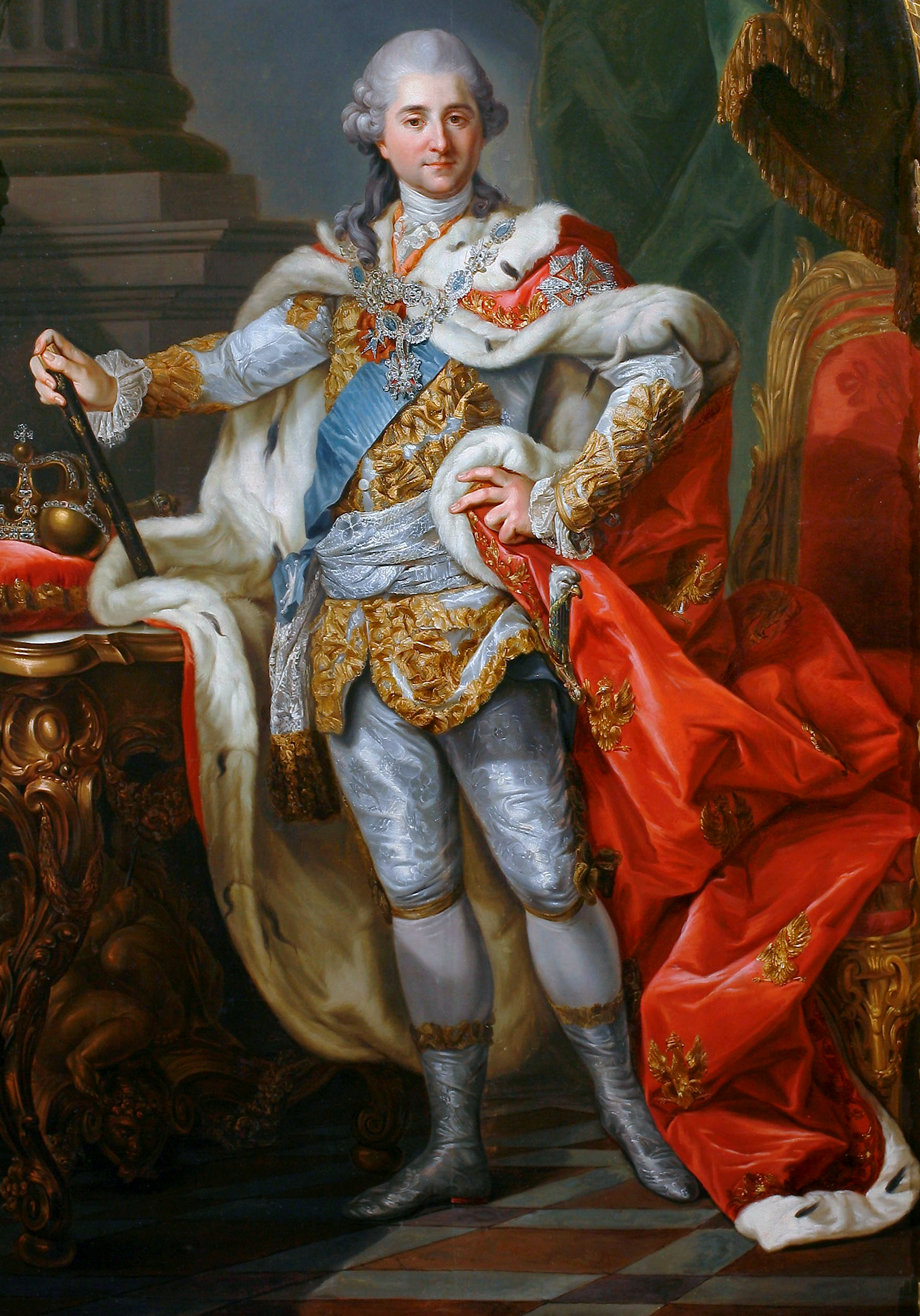
Ritratto di Stanislao II Augusto Poniatowski con l'abito dell'incoronazione di Marcello Bacciarelli

La famiglia mantenne la propria influenza sino alla seconda metà del XVIII secolo alla corte di Augusto III. I fratelli Czartoryski ottennero fama grazie alla parentela con Stanislao Poniatowski, che sposò la loro sorella, e il cui figlio, sul finire del secolo, divenne l'ultimo re indipendente della confederazione, con il nome di Stanislao II.
La famiglia Czartoryski fu ancora protagonista nelle fasi del declino della confederazione e dell'insorgere dell'instabilità politica che preluse allo smembramento della Polonia.

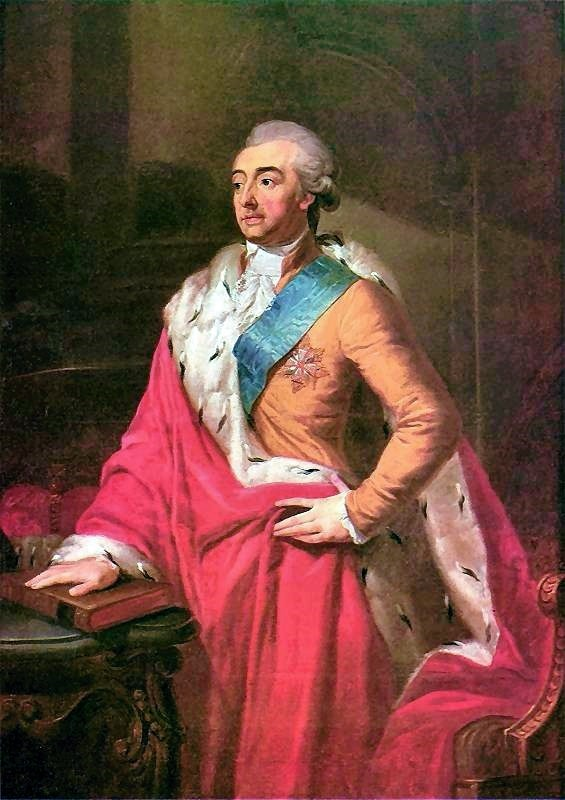
Adam Kazimierz Czartoryski

Anche se i possedimenti della famiglia a Puławy vennero confiscati dall'Impero russo nel 1794, nel corso della terza partizione della Polonia, la famiglia continuò ad avere un ruolo predominante nella politica dello stato polacco, con personaggi di rilievo come Adam Kazimierz Czartoryski e Adam Jerzy Czartoryski.

## Stemma e motto

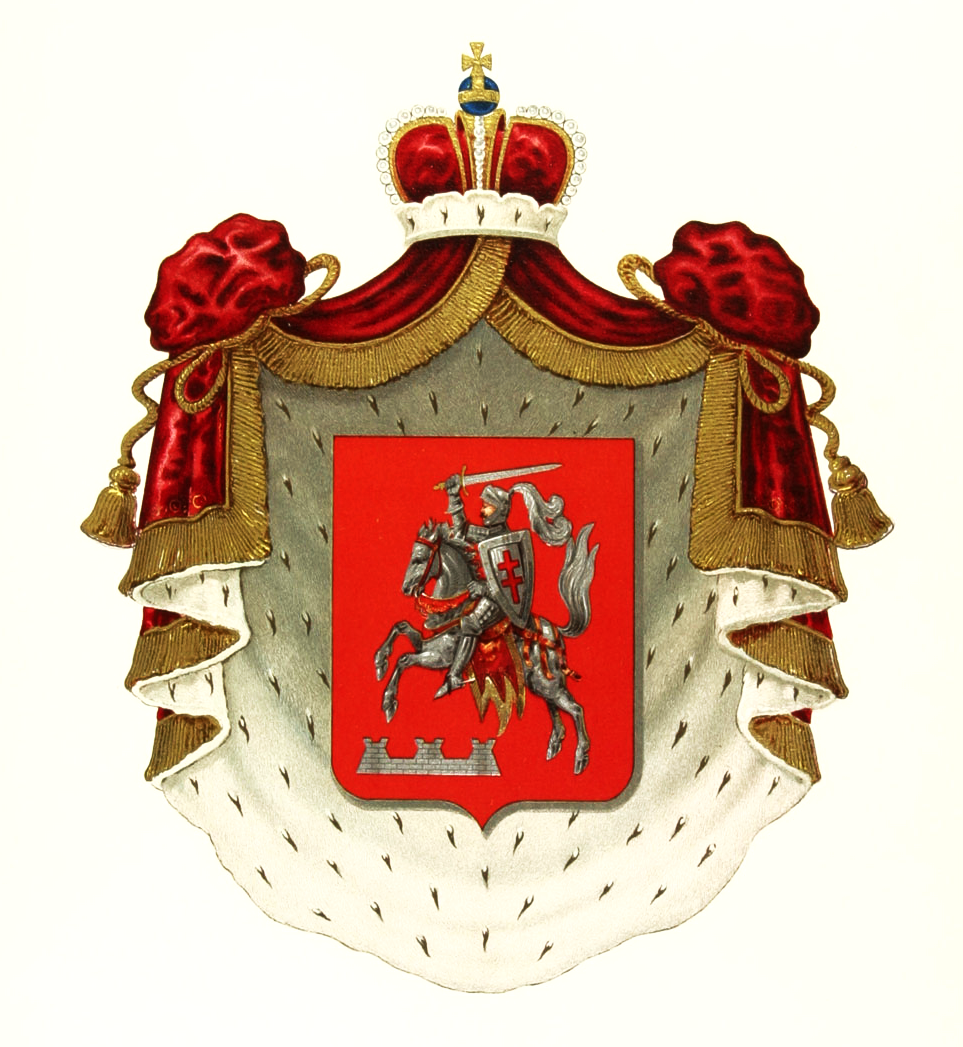
Grande stemma dei Czartoryski

Lo stemma della famiglia Czartoryski era completato dal motto: Bądź co bądź (Lascia che sia ciò che è). Lo stemma corrisponde allo stemma modificato della Polonia, con l'aggiunta delle insegne del Vytis, lo stemma della Lituania, oltre al tradizionale simbolo della Bielorussia.

## Principi Czartoryski (1330-oggi)
- Konstanty Olgierowicz, (1330-1390)
- Wasyl Konstantynowicz, (1375-1416)
- Michał Wasylewicz, (m.1489)
- Fiodor, (m.1542)
- Aleksander Fedorowicz, (1517-1571)
- Iwan Fedorowicz, (m.1567)
- Jerzy, (1560-1626)
- Mikołaj Jerzy, (1603-1662)
- Kazimierz Florian, (1620–1674)
- Michał Jerzy, (1621-1692)
- Kazimierz, (1674-1741)
- Michał Fryderyk, (1696-1775)
- August Aleksander, (1697-1782)
- Adam Kazimierz, (1734-1823)
- Adam Jerzy, (1770-1861)
- Władysław, (1828-1894)
- Adam Ludwik, (1872-1937)
- Augustyn Józef, (1907-1946)
- Adam Karol, (n. 1940)

## Altri membri notabili della famiglia

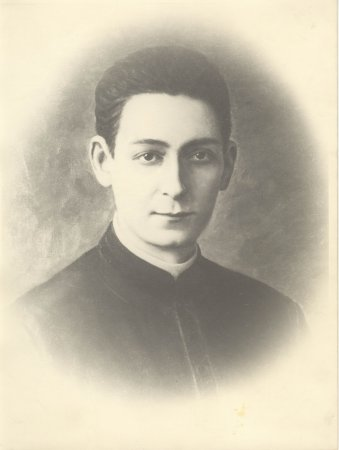
Beato Augusto Czartoryski

Tra i membri di rilievo membri della famiglia si ricordano:
- Konstancja Czartoryska (1695-1759), madre dell'ultimo sovrano del Regno di Polonia Stanislao II
- Beato August Czartoryski (1858-1893)
- Beato Jan Franciszek Czartoryski (1897-1944)
- Professor Pawel Czartoryski (1924-1999)